# Juan Rosenbach
Juan Rosenbach (Heidelberg en la primera mitad del siglo XV - Barcelona, 1530) fue un impresor alemán que trabajó en las ciudades de Valencia, Barcelona, Perpiñán y Tarragona.
Llegó a España como tipógrafo y comerciante de material para la imprenta, estableciéndose en Valencia entre 1490 y 1492, y después en Barcelona, donde residió la mayor parte de su vida. Allí imprimió catorce obras en catalán, entre las que destaca Lo Carcer d´Amor (1493), de Diego de San Pedro, que constituye uno de sus mejores impresos del siglo XV, y el primero ilustrado en lengua catalana. Después se trasladó a Tarragona contratado por el cabildo de la catedral para imprimir textos litúrgicos en 1498, entre los que destaca el Missale Tarraconense (1499), una de sus mejores estampaciones. En 1500 se encontraba en Perpiñán (Francia), donde produjo el primer libro impreso de la ciudad, el Brevarium Elnense (1500) y un diccionario de catalán-alemán.
Regresó a Barcelona en 1506 donde continuó trabajando hasta su muerte. Contrajo matrimonio con dos viudas barcelonesas: con Isabel Rexac en 1517, con Úrsula Carreras en 1521, y falleció la ciudad en noviembre de 1530.